# Detroit Metal City
Detroit Metal City (jap. デトロイト・メタル・シティ Detoroito metaru shiti) – manga autorstwa Kiminori Wakasugi, publikowana w latach 2005–2010 na łamach magazynu Young Animal wydawnictwa Hakusensha. Cykl został zekranizowany zarówno w postaci serialu anime, jak i filmu aktorskiego. Tytuł pochodzi od piosenki Detroit Rock City, wydanej w 1976 przez zespół Kiss.
Pod względem demografii Detroit Metal City jest zaliczane do podgatunku seinen-manga, czyli mangi adresowanej głównie do dorosłych mężczyzn. Z kolei w klasyfikacji tematycznej uznawane jest za komedię muzyczną.

## Opis fabuły
Cykl opowiada o perypetiach zespołu muzycznego Detroit Metal City (DMC). Wykonuje on death metal i zgodnie z panującą w tym gatunku konwencją, która została tutaj jeszcze dodatkowo przerysowana, muzycy noszą na scenie demoniczny makijaż i ciemne stroje, zachowują się publicznie w sposób skrajnie grubiański i agresywny, a ich teksty są niezwykle wulgarne i pełne odniesień do perwersji seksualnych, gwałtów i innych form przemocy. Tymczasem członkowie zespołu są zupełnie normalnymi ludźmi, których prawdziwa tożsamość jest utrzymywana w ścisłej tajemnicy, a biografie ich scenicznych alter ego są zupełnie zmyślone.
Główną osią fabuły są przeżycia frontmana grupy, który przyjechał do Tokio na studia muzyczne z głębokiej prowincji, chcąc wykonywać melodyjny pop. Zmuszony okolicznościami skończył jako lider satanistycznej kapeli metalowej, co napełnia go głęboką frustracją. Humor cyklu opiera się przede wszystkim na parodii i skontrastowaniu dwóch światów sytuujących się na przeciwległych biegunach muzyki rozrywkowej – banalnego popu i mrocznego metalu.

### Bohaterowie
- Soichi Negishi, pseudonim sceniczny Johannes Krauser II – główny bohater cyklu, nieśmiały chłopak z prefektury Ōita, będący pod silnym wpływem swojej ukochanej matki, który przyjechał na studia do Tokio licząc, że zostanie gwiazdą niezwykle łagodnej, popowej muzyki z banalnymi tekstami o miłości. Uwielbia słuchać takich piosenek, chętnie też sam je pisze. Trafia jednak do DMC, gdzie musi odgrywać rolę Krausera, demonicznego lidera znanego ze swojej wulgarności, obsceniczności i agresji. Ma do tego dość ambiwalentny stosunek. Z jednej strony brzydzi się Krauserem, a przez to i samym sobą, gdy musi się w niego wcielać. Z czasem jednak dochodzi w tym do wprawy i pisanie np. tekstów piosenek o gwałceniu przychodzi mu już całkiem łatwo. Odkrywa też, że gdy pod prawdziwym nazwiskiem wykonuje pop, jest tylko ulicznym grajkiem. Tymczasem jako Krauser jest bożyszczem tłumów i zapełnia swoimi fanami wielkie sale koncertowe.
- Yuri Akawa – koleżanka Negishiego ze studiów muzycznych, obecnie dziennikarka modnego magazynu. Negishi bardzo chciałby zostać jej chłopakiem, zresztą ma duże szanse, bo Yuri odwzajemnia jego sympatię, a może nawet coś więcej. Sęk w tym, iż dziewczyna skrajnie nie znosi Detroit Metal City, a zwłaszcza Krausera. Negishi musi więc ukrywać przed nią skrzętnie swoją pracę.
- Terumichi Nishida, pseudonim Camus – perkusista Detroit Metal City, niezwykle oddany zespołowi. Jako jedyny członek grupy naprawdę uwielbia death metal i jest bardzo zadowolony, że może go wykonywać. Jest jowialnym, niskim i raczej otyłym mężczyzną, który uwielbia curry.
- Masayuki Wada, pseudonim Alexander Jagi – basista DMC. Jako jedyny członek zespołu jest przystojny i atrakcyjny dla dziewcząt nawet bez całego swojego scenicznego sztafażu, znakomicie odnajduje się w towarzystwie. Jego marzeniem jest gra w zespole wykonującym nieco lżejszą muzykę i stosującym mniej demoniczny visual kei, daleki jest jednak od skrajnie popowych fascynacji Negishiego.
- Pani Prezes – szefowa wytwórni płytowej Death Records, z którą członkowie DMC związani są kontraktem czyniącym z nich pracowników, którzy muszą spełniać wszelkie życzenia i pomysły pani prezes. Jest bardzo wulgarną kobietą w okolicach trzydziestki, uwielbia używki i skrajnie ostre imprezy.
- Keisuke Nashimoto, pseudonim Kapitalistyczna Świnia – łysy mężczyzna w średnim wieku, prywatnie sprzedawca w sklepie. Jest masochistą i dorabia sobie występując na koncertach DMC, gdzie w ramach "budowania atmosfery" członkowie zespołu biją go i poniżają na różne sposoby, on zaś ubrany jest w strój zaczerpnięty z praktyk BDSM.

## Ekranizacje

### Film kinowy
Premiera filmu kinowego Detroit Metal City miała miejsce 23 sierpnia 2008 roku. W japońskich kinach obejrzało go ponad milion osób. Reżyserem był Toshio Lee, a scenarzystą Mika Ōmori.

#### Obsada
- Kenichi Matsuyama jako Negishi/Krauser
- Rosa Kata jako Yuri
- Ryuji Akiyama jako Nishida/Camus
- Yoshihiko Hosoda jako Wada/Jago
- Yasuko Matsuyuki jako Pani Prezes
- Gene Simmons jako Jack ill Dark

### Anime
Serial anime składa się z dwunastu odcinków liczących po ok. 13 minut, z których każdy zawiera dwa krótkie epizody. Dość nietypowo dla seriali, w Japonii został od razu wydany na DVD, w październiku 2008, nie został natomiast wcześniej pokazany przez żadną telewizję.

#### Obsada dubbingowa
- Daisuke Kishio jako Negishi „prywatnie”
- Yuji Ueda jako Krauser
- Masami Nagasawa jako Yuri
- Makoto Yasumura jako Nishida/Camus
- Yuto Nakano jako Wada/Jagi
- Ai Kobayashi jako Pani Prezes
- Takashi Matsuyama jako Nashimoto

### Muzyka
Piosenki wykonywane przez DMC, a także innych artystów, w filmie i serialu zostały wydane na płytach. Metalowe partie wokalne śpiewane przez Krausera wykonał w rzeczywistości Testuya Kanmuri, natomiast w popowych piosenkach śpiewanych przez Negishiego w jego pozametalowym życiu, wokale nagrał Hideki Kaji.
Najważniejsze piosenki wykonywane przez DMC:
1. Satsugai(Opening)
2. Grotesque
3. Death Penis
4. Mad Monster